# Terremoto di San Ginesio
Il terremoto di San Ginesio del 1873, citato in letteratura scientifica come terremoto delle Marche meridionali, fu un terremoto avvenuto il 12 marzo 1873 nella località Morello di San Ginesio, in provincia di Macerata.

## Storia

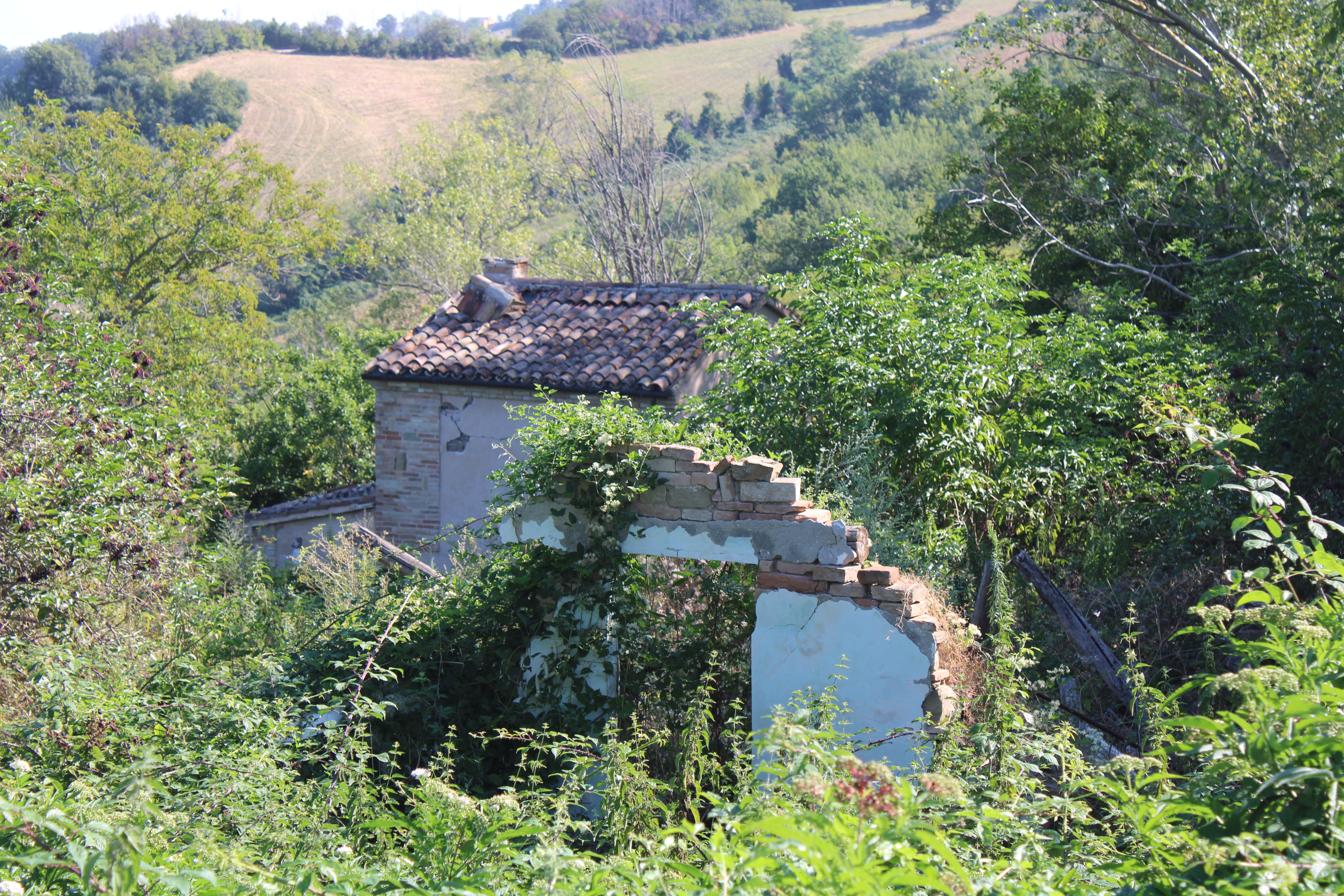
La località Morello come si presenta oggi

Durante la nottata i sismografi registrarono il verificarsi di un terremoto di grande magnitudo della scala Mercalli. Il sisma risultò inquadrabile unicamente in una zona ristretta dell'Italia, tra San Ginesio (comune dell'epicentro) e Camerino. Nonostante ciò, le osservazioni macrosismiche furono avvertite da 196 paesi, 185 italiani, 8 croati, 2 sloveni e 1 svizzero.

### I danni provocati

#### San Ginesio e Camerino
Rispetto a gli altri colpiti, il Comune di San Ginesio, all'epoca abitato da più di 6 mila persone, 1 655 circa nel centro storico, fu il maggiore a subire danni: la località Morello, una frazione abitata da 6 famiglie circa venne completamente rasa al ruolo e venne colpita da un vasto incendio, nel centro storico crollarono parti di 70 case e della chiesa di San Francesco, le chiese di San Tommaso e Barnaba e la Pieve Collegiata subirono alcuni danni, una famiglia rimase bloccata sotto le rovine della propria abitazione, uscendone però salvi e altri crolli e gravi danni si verificarono in tutto il territorio del contado.
Nello stesso tempo a Camerino, il secondo paese più danneggiato, il terremoto causò danni diffusi in tutta la zona dell'abitato, colpendo maggiormente le case coloniche della campagna: si aprirono mostrando gravi lesioni, i comignoli dei tetti crollarono e la chiesa di Sant'Antonio crollò parzialmente e successivamente fu necessario abbatterla per evitare danni alle abitazioni vicine. Altre strutture subirono danni, tra cui le chiese di Santa Maria in Via e di Sant'Angelo, il convento di San Carlo, l'asilo, l'università e la prefettura.

#### Gli altri comuni delle Marche
Nonostante l'epicentro si trovasse a San Ginesio, non tutti i comuni confinanti sono stati colpiti con la stessa intensità. Gualdo e Sarnano, distanti tra loro 5 km circa in linea d'aria, si sono trovati in due situazioni differenti: nel primo comune la chiesa di Santa Maria delle Grazie divenne completamente inagibile, mentre nel secondo il terremoto fece suonare unicamente le campane. Un'altra località gravemente colpita, oltre a San Ginesio e Camerino, fu San Marco, frazione di Fiastra situata tra Pievebovigliana, il lago di Fiastra e quello di Polverina, dove la chiesa e la casa parrocchiale crollarono quasi completamente.
A Fabriano, dove il terremoto si verificò con intensità MCS di VII, si verificarono vari crolli strutturali, che causarono qualche ferito, quasi tutti gli edifici religiosi furono colpiti e in tutti i muri delle case si aprirono delle fenditure. Secondo un rapporto postumo stilato dalla Provincia di Macerata, i Comuni di Caldarola, Camporotondo di Fiastrone, Cessapalombo, Colmurano, Ripe San Ginesio e Sant'Angelo in Pontano furono raggiunti da un'intensità di VIII e tutte le strade principali passanti nel territorio di San Ginesio (SS 78 e SP 502) subirono danni.

## Lo studio dell'evento[7]
Secondo i dati raccolti nell'anno 1873-1874 dallo studioso Alessandro Serpieri, capire l'andamento sismico di questo terremoto fu molto complicato, infatti i sismografi furono completamente discordanti a decretare ufficialmente la direzione della prima scossa, che venne registrata da ovest ad est a Norcia, da nord-ovest a sud-est a Spello, Perugia e Firenze. Il terremoto non fu unicamente opera del vulcanismo della penisola italica, ma bensì della conformazione del terreno degli Appennini centrali, proprio per questo il Vesuvio e l'Etna non fecero registrare nessuna attività. Il geologo Raffaele Gualtiero sostenne che il terremoto di San Ginesio fu molto simile ad uno avvenuto nello Stato di New York in una data ignota l'11 aprile.
Una volta iniziata l'attività sismica, le onde si propagarono in varie direzioni, concentrandosi maggiormente lungo il perimetro ferroviario che portava a Firenze, raggiungendo i vari sismografi con movimenti gran parte sussultori o ondulatori. La durata registrata si trova compresa tra 3 secondi registrati a Chieti e 60 secondi registrati a Monterotondo e Pennabilli, mentre per l'orario registrato dai sismografi, Serpieri sottolinea l'incapacità di effettuare studi esatti, in quanto molti orologi non erano sincronizzati con l'ora esatta.

## Osservazioni macrosismiche nel dettaglio[4][5]

### Italia
| Località                 | Comune                    | Provincia       | Regione               | Intensità MCS | Danni     |
| ------------------------ | ------------------------- | --------------- | --------------------- | ------------- | --------- |
| Morello                  | San Ginesio               | Macerata        | Marche                | IX            | Si        |
| San Ginesio              | San Ginesio               | Macerata        | Marche                | VIII          | Si        |
| San Marco                | Fiastra                   | Macerata        | Marche                | VIII          | Si        |
| Camerino                 | Camerino                  | Macerata        | Marche                | VIII-VII      | Si        |
| Amandola                 | Amandola                  | Fermo           | Marche                | VII           | Si        |
| Fabriano                 | Fabriano                  | Ancona          | Marche                | VII           | Si        |
| Gualdo                   | Gualdo                    | Macerata        | Marche                | VII           | Si        |
| Matelica                 | Matelica                  | Macerata        | Marche                | VII           | Si        |
| Pioraco                  | Pioraco                   | Macerata        | Marche                | VII           | Si        |
| Serra Sant'Abbondio      | Serra Sant'Abbondio       | Pesaro e Urbino | Marche                | VII           | Si        |
| Cingoli                  | Cingoli                   | Macerata        | Marche                | VII-VI        | Si        |
| Figline Valdarno         | Figline e Incisa Valdarno | Firenze         | Toscana               | VII-VI        | Si        |
| Orvieto                  | Orvieto                   | Terni           | Umbria                | VII-VI        | Si        |
| Pergola                  | Pergola                   | Pesaro e Urbino | Marche                | VII-VI        | Si        |
| Spoleto                  | Spoleto                   | Perugia         | Umbria                | VII-VI        | Si        |
| Urbino                   | Urbino                    | Pesaro e Urbino | Marche                | VII-VI        | Si        |
| Acquasparta              | Acquasparta               | Terni           | Umbria                | VI            | Si        |
| Bagnorea                 | Bagnorea                  | Viterbo         | Lazio                 | VI            | Si        |
| Cagli                    | Cagli                     | Pesaro e Urbino | Marche                | VI            | Si        |
| Civitella d'Agliano      | Civitella d'Agliano       | Viterbo         | Lazio                 | VI            | Si        |
| Fermo                    | Fermo                     | Fermo           | Marche                | VI            | Si        |
| Firenze                  | Firenze                   | Firenze         | Toscana               | VI            | Si        |
| Foligno                  | Foligno                   | Perugia         | Umbria                | VI            | Si        |
| Jesi                     | Jesi                      | Ancona          | Marche                | VI            | Si        |
| Loreto                   | Loreto                    | Ancona          | Marche                | VI            | Si        |
| Macerata                 | Macerata                  | Macerata        | Marche                | VI            | Si        |
| Mondavio                 | Mondavio                  | Pesaro e Urbino | Marche                | VI            | Si        |
| Penna San Giovanni       | Penna San Giovanni        | Macerata        | Marche                | VI            | Si        |
| Perugia                  | Perigia                   | Perugia         | Umbria                | VI            | Si        |
| San Michele in Teverina  | Civitella d'Agliano       | Viterbo         | Lazio                 | VI            | Si        |
| Teramo                   | Teramo                    | Teramo          | Abruzzo               | VI            | Si        |
| Todi                     | Todi                      | Perugia         | Umbria                | VI            | Si        |
| Bevagna                  | Bevagna                   | Perugia         | Umbria                | VI-V          | No        |
| Campello sul Clitunno    | Campello sul Clitunno     | Perugia         | Umbria                | VI-V          | Si        |
| Cantiano                 | Cantiano                  | Pesaro e Urbino | Marche                | VI-V          | Si        |
| Città di Castello        | Città di Castello         | Perugia         | Umbria                | VI-V          | Si        |
| Colpetrazzo              | Massa Martana             | Perugia         | Umbria                | VI-V          | Si        |
| Norcia                   | Norcia                    | Perugia         | Umbria                | VI-V          | Si        |
| Trevi                    | Trevi                     | Perugia         | Umbria                | VI-V          | No        |
| Amelia                   | Amelia                    | Terni           | Umbria                | V             | Si        |
| Anagni                   | Anagni                    | Terni           | Umbria                | V             | No        |
| Ascoli Piceno            | Ascoli Piceno             | Ascoli Piceno   | Marche                | V             | No        |
| Capestrano               | Capestrano                | L'Aquila        | Abruzzo               | V             | No        |
| Cartoceto                | Cartoceto                 | Pesaro e Urbino | Marche                | V             | No        |
| Castelplanio             | Castelplanio              | Ancona          | Marche                | V             | No        |
| Città della Pieve        | Città della Pieve         | Perugia         | Umbria                | V             | No        |
| Civitanova Marche        | Civitanova Marche         | Macerata        | Marche                | V             | Si        |
| Civitavecchia            | Civitavecchia             | Roma            | Lazio                 | V             | No        |
| Collelungo               | Collelungo                | Pisa            | Toscana               | V             | No        |
| Fano                     | Fano                      | Pesaro e Urbino | Marche                | V             | No        |
| Filetto                  | Filetto                   | Chieti          | Toscana               | V             | No        |
| Fossombrone              | Fossombrone               | Pesaro e Urbino | Marche                | V             | No        |
| Giove                    | Giove                     | Perugia         | Umbria                | V             | No        |
| Giulianova               | Giulianova                | Teramo          | Abruzzo               | V             | No        |
| Incisa in Val d'Arno     | Figline e Incisa Valdarno | Firenze         | Toscana               | V             | No        |
| Mandela                  | Mandela                   | Roma            | Lazio                 | V             | Si        |
| Marti                    | Montopoli in Val d'Arno   | Pisa            | Toscana               | V             | No        |
| Montefortino             | Montefortino              | Fermo           | Marche                | V             | No        |
| Montegiovi               | Castel del Piano          | Arezzo          | Toscana               | V             | No        |
| Monterotondo             | Monterotondo              | Roma            | Lazio                 | V             | Si        |
| Narni                    | Narni                     | Terni           | Umbria                | V             | No        |
| Nazzano                  | Nazzano                   | Roma            | Lazio                 | V             | No        |
| Orte                     | Orte                      | Viterbo         | Lazio                 | V             | Si        |
| Palaia                   | Palaia                    | Pisa            | Toscana               | V             | No        |
| Pennabilli               | Pennabilli                | Rimini          | Emilia-Romagna        | V             | No        |
| Pesaro                   | Pesaro                    | Pesaro e Urbino | Marche                | V             | No        |
| Pescara                  | Pescara                   | Pescara         | Umbria                | V             | No        |
| Pontassieve              | Pontassieve               | Firenze         | Toscana               | V             | No        |
| Porto San Giorgio        | Porto San Giorgio         | Fermo           | Marche                | V             | No        |
| San Benedetto del Tronto | San Benedetto del Tronto  | Ascoli Piceno   | Marche                | V             | No        |
| San Severino Marche      | San Severino Marche       | Macerata        | Marche                | V             | Possibili |
| Scarperia                | Scarperia e San Piero     | Firenze         | Toscana               | V             | No        |
| Sigillo                  | Sigillo                   | Perugia         | Umbria                | V             | Possibili |
| Terni                    | Terni                     | Terni           | Umbria                | V             | No        |
| Tivoli                   | Tivoli                    | Roma            | Lazio                 | V             | Possibili |
| Trieste                  | Trieste                   | Trieste         | Friuli-Venezia Giulia | V             | No        |
| Umbertide                | Umbertide                 | Perugia         | Umbria                | V             | No        |
| Viterbo                  | Viterbo                   | Viterbo         | Lazio                 | V             | Possibili |
| Ancona                   | Ancona                    | Ancona          | Lazio                 | V-IV          | No        |
| Assisi                   | Assisi                    | Perugia         | Umbria                | V-IV          | No        |
| Avezzano                 | Avezzano                  | L'Aquila        | Abruzzo               | V-IV          | No        |
| Ciciliano                | Ciciliano                 | Roma            | Lazio                 | V-IV          | No        |
| Collio                   | Collio                    | Brescia         | Lombardia             | V-IV          | No        |
| Fara in Sabina           | Fara in Sabina            | Rieti           | Lazio                 | V-IV          | No        |
| Mercatello sul Metauro   | Mercatello sul Metauro    | Pesaro e Urbino | Marche                | V-IV          | No        |
| Piglio                   | Piglio                    | Frosinone       | Campania              | V-IV          | No        |
| Poggio Mirteto           | Poggio Mirteto            | Rieti           | Lazio                 | V-IV          | No        |
| Popoli                   | Popoli                    | Pescara         | Abruzzo               | V-IV          | No        |
| Ravenna                  | Ravenna                   | Ravenna         | Emilia-Romagna        | V-IV          | No        |
| Rieti                    | Rieti                     | Rieti           | Lazio                 | V-IV          | No        |
| Rimini                   | Rimini                    | Rimini          | Emilia-Romagna        | V-IV          | No        |
| Ripi                     | Ripi                      | Frosinone       | Campania              | V-IV          | No        |
| Roma                     | Roma                      | Roma            | Lazio                 | V-IV          | No        |
| Salò                     | Salò                      | Brescia         | Lomabrdia             | V-IV          | No        |
| Sarnano                  | Sarnano                   | Macerata        | Marche                | V-IV          | No        |
| Spello                   | Spello                    | Perugia         | Umbria                | V-IV          | No        |
| Valmontone               | Valmontone                | Roma            | Lazio                 | V-IV          | No        |
| Venezia                  | Venezia                   | Venezia         | Veneto                | V-IV          | No        |
| Vetrella                 | Vetrella                  | Viterbo         | Lazio                 | V-IV          | No        |
| Volpeglino               | Volpeglino                | Alessandria     | Piemonte              | V-IV          | No        |

### Estero
| Città      | Territorio        | Stato      | Intensità MCS | Danni     |
| ---------- | ----------------- | ---------- | ------------- | --------- |
| Zara       | Zaratina          | Croazia    | VI-V          | Possibili |
| Pisino     | Istria            | Croazia    | V             | No        |
| Sebenico   | Sebenico e Tenin  | Croazia    | V             | No        |
| Spalato    | Spalatino-dalmata | Croazia    | V             | No        |
| Umago      | Istria            | Croazia    | V             | No        |
| Ragusa     | Raguseo-narentana | Croazia    | V-IV          | No        |
| Kočevje    | Sudorientale      | Slovenia   | V-IV          | No        |
| Lubiana    | Centrale          | Slovenia   | V-IV          | No        |
| Fiume      | Litoraneo-montana | Croazia    | V-IV          | Possibili |
| Pola       | Istria            | Croazia    | IV-III        | No        |
| San Marino |                   | San Marino | III           | No        |
| Lugano     | Ticino            | Svizzera   | III-II        | No        |